# Абрам Федорович Иофе
Абрам Федорович Иофе (29. октобар 1880. - 14. октобар 1960. године) био је истакнут Руски/Совјетски физичар. Добитник је Стаљинове награде (1942. године), Лењинове награде (1960. године ) (после смрти) и титуле Хероја социјалистичког рада (1955. године). Иофе је био стручњак у различитим областима електромагнетизма и физике чврстог стања. Основао је истраживачке лабораторије за радиоактивност ,суперпроводност и нуклеарну физику, од којих су многе постале независни институти.

## Биографија
Иофе је рођен у јеврејској породици средње класе у малом граду Ромни, Руско царство (сада Сумска област, Украјина). Након што је дипломирао на Државном технолошком институту у Санкт Петербургу 1902. године, провео је две година као асистент Вилхелму Рендгену у његовој лабораторији у Минхену. Иофе је завршио докторат на Универзитету у Минхену 1905. године.
После 1906. године, Иофе је радио на Санктербуршком политехничком институту (од 1924. године Лењинградски политехнички институт) где је постао професор. Он је 1911. године одредио наелектрисање електрона, користећи напуњене микрочестице метала избалансираних у електричном пољу против гравитације (објављено 1913. године). Године 1911. Иофе је прешао из јудаизма у лутеранство и оженио се нејеврејком. Године 1913. стекао је звање магистра филозофије, а 1915. године је постао доктор физике. Године 1918. постаје шеф одсека за физику и технологију на Државном институту за рендгенологију и радиологију. Овај одсек постао је Лењинградски физичко-технолошки институт 1917. године.
Почетком тридесетих година прошлог века постојала је критична потреба за ваздухопловним снагама Црвене армије за откривање непријатељских нападачких авиона. Бројни истраживачки институти били су укључени у радиолокаторне (радио-локација) технике. Руска академија наука је у јануару 1934. године сазвала конференцију како би проценила ову технологију. Иофе је организовао ову конференцију, а затим објавио извештај у часопису, откривајући истаживачима широм света науку и технологију која ће се назвати радар. Иофе је је замолио Ернеста Радерфорда да прими Петра Капицу у Кевендишеву лабораторију на Универзитету у Кембриџу.
Када је започео совјетски пројекат атомске бомбе 1942. године, од Иофеа је затражено да води технички рад, али је одбио посао због тога што је био престар. Видео је велики потенцијал у младом Игору Курчатову и поставио га на чело прве нуклеарне лабораторије. Током кампање Јосифа Стаљина против такозваних "космополита без корена" (јевреји). Године 1950. Иофе је отпуштен са позиције директора Лењинградког физичко-технолошког института и из Управног одбора. Од 1952. до 1954. године био је на челу Лабораторије полупроводника Академије наука Совјетског Савеза, која је 1954. године реорганизована у Институт за полупроводнике. Након Иофеове смрти, 1960. године Лењинградски физичко-технолошки институт је преименован у Физичко-технолошки институт Иофе и то је један од водећих руских истраживачких центара.
Иофеови ученици су: Александар Александров, Петар Капица, Исак Кикоин, Игор Курчатов, Јаков Френкел, Николај Семјонов, Леон Термен, Борис Давидов и Лев Артимович.

## Комеморација
- Кратер Иофе на Месецу је назван по њему
- Физчко-технички институт Иофе носи његово име
- Руски океанографски и брод за истраживање поларних области Академски Иофе је назван по њему

## Патенти
- U.S. Patent "Уређај за превођење"
- U.S. Patent на пијезоелектрични ефект